# 4Batz
Pour les articles homonymes, voir Bennett.
4Batz, né Neko Bennett le 6 août 2001 à Dallas (Texas, États-Unis), est un auteur-compositeur-interprète américain. 
Il se fait connaître avec son single Act II: Date @ 8 en 2023. Il réalise ensuite un remix avec le rappeur canadien Drake qui l'amène à signer un contrat d'enregistrement avec son label, OVO Sound.

## Biographie

### Jeunesse
Neko Bennett naît à Dallas, au Texas, le 6 août 2001.

### Carrière
Il commence sa carrière musicale en 2023 sous le nom de 4Batz, en sortant son premier single, Act I : Stickerz '99. Cette chanson attire l'attention du grand public, et il sort un nouveau single, Act II: Date @ 8, en décembre de la même année. 4Batz connaît un nouveau succès grâce à Act II: Date @ 8, faisant ses débuts au numéro 7 du classement Hot R&B Songs (en). Cette chanson est la première apparition de l'artiste sur le Billboard Hot 100, sa version solo atteignant la 59e place.
En janvier 2024, le rappeur américain Kanye West décrit 4Batz comme son nouvel artiste préféré et le cosigne. Ce dernier reçoit également le soutien du rappeur canadien Drake. Le troisième single de 4Batz, Act III : On God ? (She Like) sort le 3 mars 2024. Le 8 mars 2024, un remix de son deuxième single avec Drake sort chez OVO Sound, propulsant la chanson dans le top 10 du Billboard Hot 100. Le 9 mars 2024, 4Batz signe un contrat d'enregistrement avec OVO Sound pour la sortie de son premier EP.

### Vie privée
En février 2025, la rappeuse américaine Anycia (en) a confirmé qu'elle était en couple avec 4Batz.

## Discographie

### Mixtapes
- 2024 : U Made Me a St4r (en)

### Ep's
- 2025 : Since yall say ion drop enough

### Singles
- 2023 : Act I: Stickerz '99
- 2023 : Act II: Date @ 8 (solo ou en featuring remixé avec Drake)
- 2024 : Act III: On God? (She Like) (solo ou en featuring remixé avec Kanye West)
- 2024 : put yo gun 2 use ontheradar freestyle
- 2024 : Act V: There Goes Another Vase
- 2024 : Act IV: fckin u again (18+) (feat. Usher)
- 2024 : Roll da Dice (feat. Lil Baby)
- 2024 : hood grammy
- 2025 : Mortal Kombat
- 2025 : n da morning
- 2025 : When I Get Home (feat. Wale)

### Collaborations
- 2024 : So bad de Skilla Baby feat. 4Batz
- 2024 : date night de Josh The Author feat. 4Batz
- 2024 : Sick de Jeremih feat. 4Batz